# ATC kód B06
ATC kód B06 Jiné krevní přípravky včetně fibrinolytik a hyaluronidázy je hlavní terapeutická skupina anatomické skupiny B. Krev a krvetvorné orgány.

## B06A Jiné hematologické látky

### B06AA Enzymy
B06AA03 Hyaluronidáza

## Poznámka
- Registrované léčivé přípravky na území České republiky.
- Informační zdroj: Státní ústav pro kontrolu léčiv, Všeobecná zdravotní pojišťovna.